# Oxyopes baccatus
Oxyopes baccatus là một loài nhện trong họ Oxyopidae.
Loài này thuộc chi Oxyopes. Oxyopes baccatus được Eugène Simon miêu tả năm 1897.